# 老梅
老梅是位於臺灣新北市石門區的地名，位於該區中部偏西，其範圍大致包括老梅里、山溪里。

## 歷史
台灣清治末期至日治前期，老梅地區為一街庄，稱為「老梅庄」，隸屬於芝蘭三堡。該庄東與石門庄、下角庄為鄰，南邊為頂角庄、土地公埔庄，西邊為小基隆新庄、頭圍庄，北邊臨海。
1901年（明治三十四年）11月，該庄隸屬於臺北廳，編入第三十一區。1906年（明治三十九年）1月，第三十一區改名為「老梅區」，該庄屬之。1920年（大正九年），該庄改制為「老梅大字」，隸屬於臺北州淡水郡石門庄，大字下有「大坵田」、「公地」、「七股」、「豬槽潭」、「老崩山」、「大溪墘」、「小山湖」、「九芎林」小字名。
戰後，石門庄改制為石門鄉，隸屬於臺北縣，大字亦改制為村。2010年12月，臺北縣升格為新北市，石門鄉改制為石門區，村亦改制為里。

## 交通
省道台2線經過老梅地區北部，往東可前往金山、萬里、基隆等地，往西南轉南可前往三芝與淡水，再向南連接台北市中心。

## 學校
- 新北市石門區老梅國民小學

## 景點
- 千年神豬樹公（榕樹公）